# Afrikansk gabenæb
Afrikansk gabenæb (latin: Anastomus lamelligerus) er en subsaharisk storkefugl.